# Old Boy (mangá)
Old Boy (オールド・ボーイ Ōrudo Bōi) é uma série de mangá escrita por Garon Tsuchiya e ilustrada por Nobuaki Minegishi. Foi lançada no Japão pela revista Weekly Manga Action, sua publicação ficou a cargo da editora Futabasha. Em 2003, foi adaptado para um filme coreano, Oldboy, dirigido por Chan-wook Park. Em 2005 a Dark Horse Comics adquiriu os direitos para a publicação de Old Boy em inglês.

## Enredo
Aos vinte e cinco anos de idade Shinichi Gotō é sequestrado e trancado em um cárcere privado por razões desconhecidas. Após dez anos de confinamento ele é liberado. Agora quer descobrir quem o capturou e quais foram os motivos.

## Personagens
- Shinichi Gotō: Personagem principal da história, foi sequestrado e preso por 10 anos. No filme, Dae-su é vagamente baseado nele.
- Takaaki Kakinuma: Vilão da história, quer se vingar de Gotō.
- Yukio Kusama: Famosa escritora e professora de Gotō e Kakinuma.
- Eri: Namorada de Gotō. Ela o chamava de tio.